# Heroldova lípa v Heroldových sadech
Heroldova lípa v Heroldových sadech, nazývaná také Lípa Heroldova, byla solitérní významný strom, který rostl v Praze 10-Vršovicích v severní části Heroldových sadů poblíž ulice Kodaňská v mezoregionu Pražská plošina.

## Popis

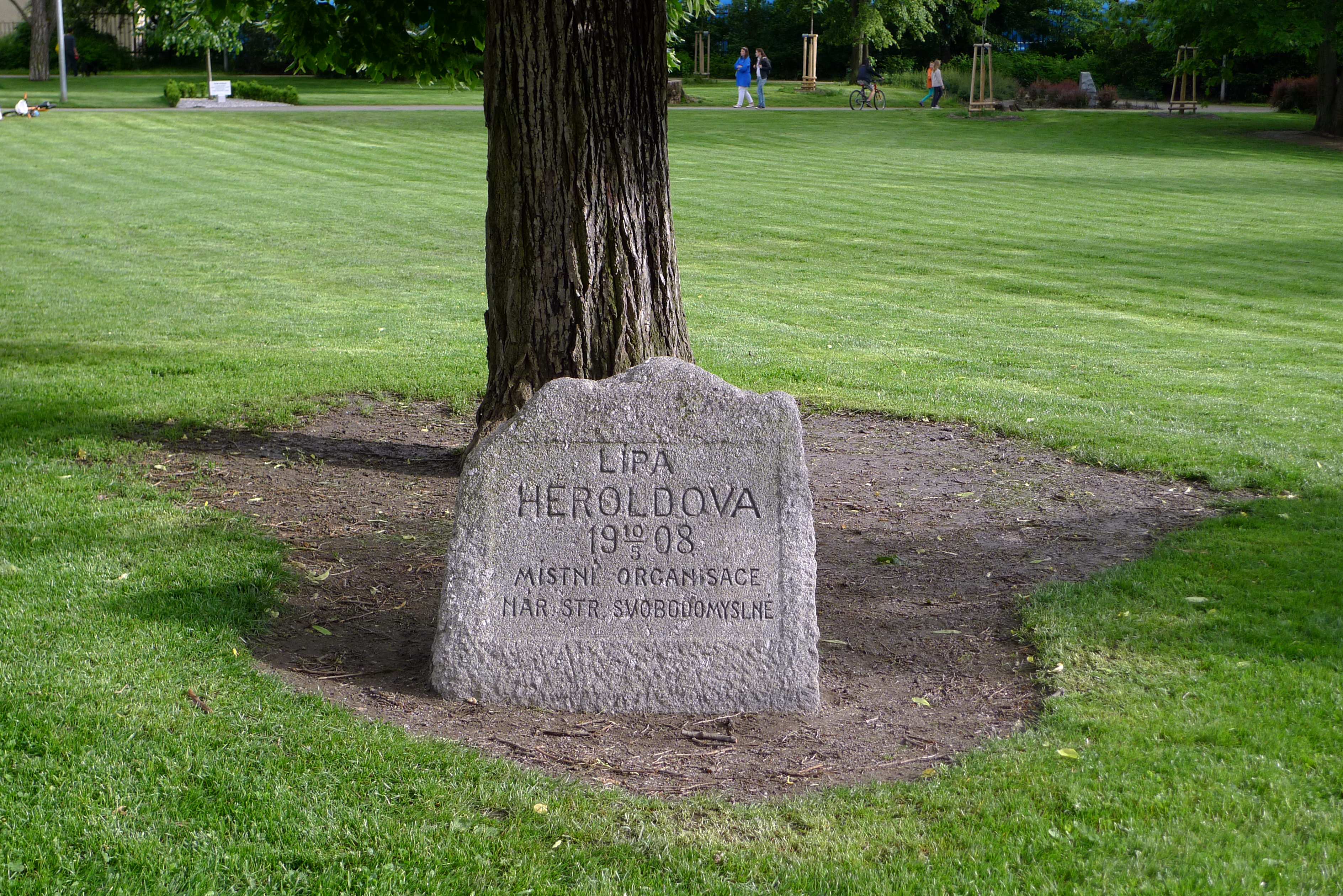
Pamětní kámen

Lípa velkolistá (Tilia platyphyllos Scop.) rostla na louce u parkové cesty. Měla statný kmen, který nesl do výšky protáhlou korunu. Obvod jejího kmene ve výčetní výšce byl 198 cm, výška neuvedena; stáří se odhadovalo na 110 let (v roce 2016). Před místem, kde rostla, je umístěn pamětní kámen s datem její výsadby. Roku 2015 vznikl kolem stromu plůtek, který zabraňoval sešlapu půdy u kořenů.

## Historie
Starosta Vršovic JUDr. Josef Herold zemřel 4. května 1908 a lípa byla vysazena na jeho památku 10. května téhož roku místní organizací Národní strany svobodomyslné. Dr. Herold se jako starosta zasloužil o povýšení obce Vršovice na městys.
Do databáze významných stromů Prahy byla lípa zařazena roku 2013. V květnu 2023 byl konstatován špatný stav stromu, lípa byla následně 31. května 2023 z databáze památných stromů vyřazena a odstraněna.

## Galerie

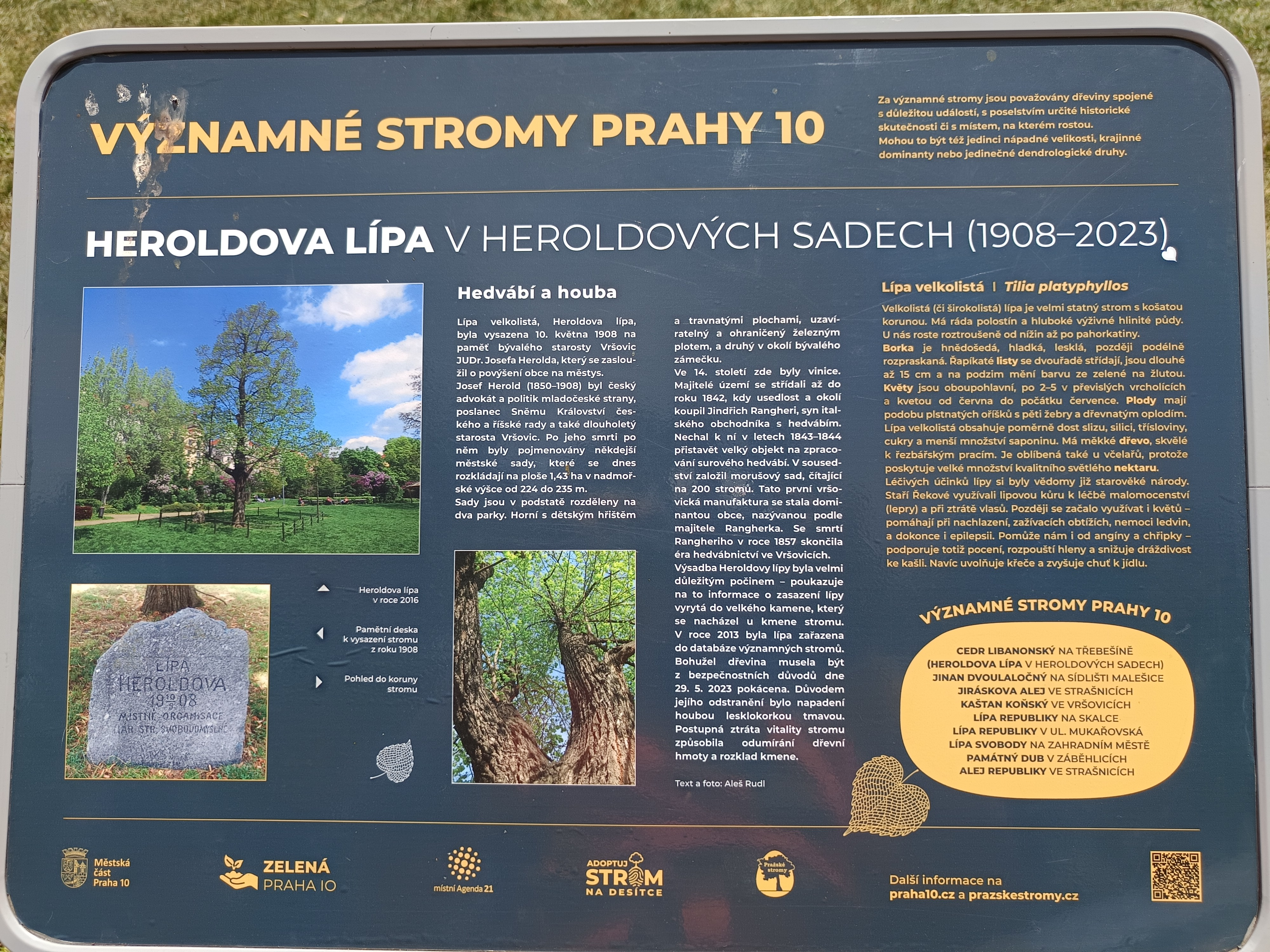
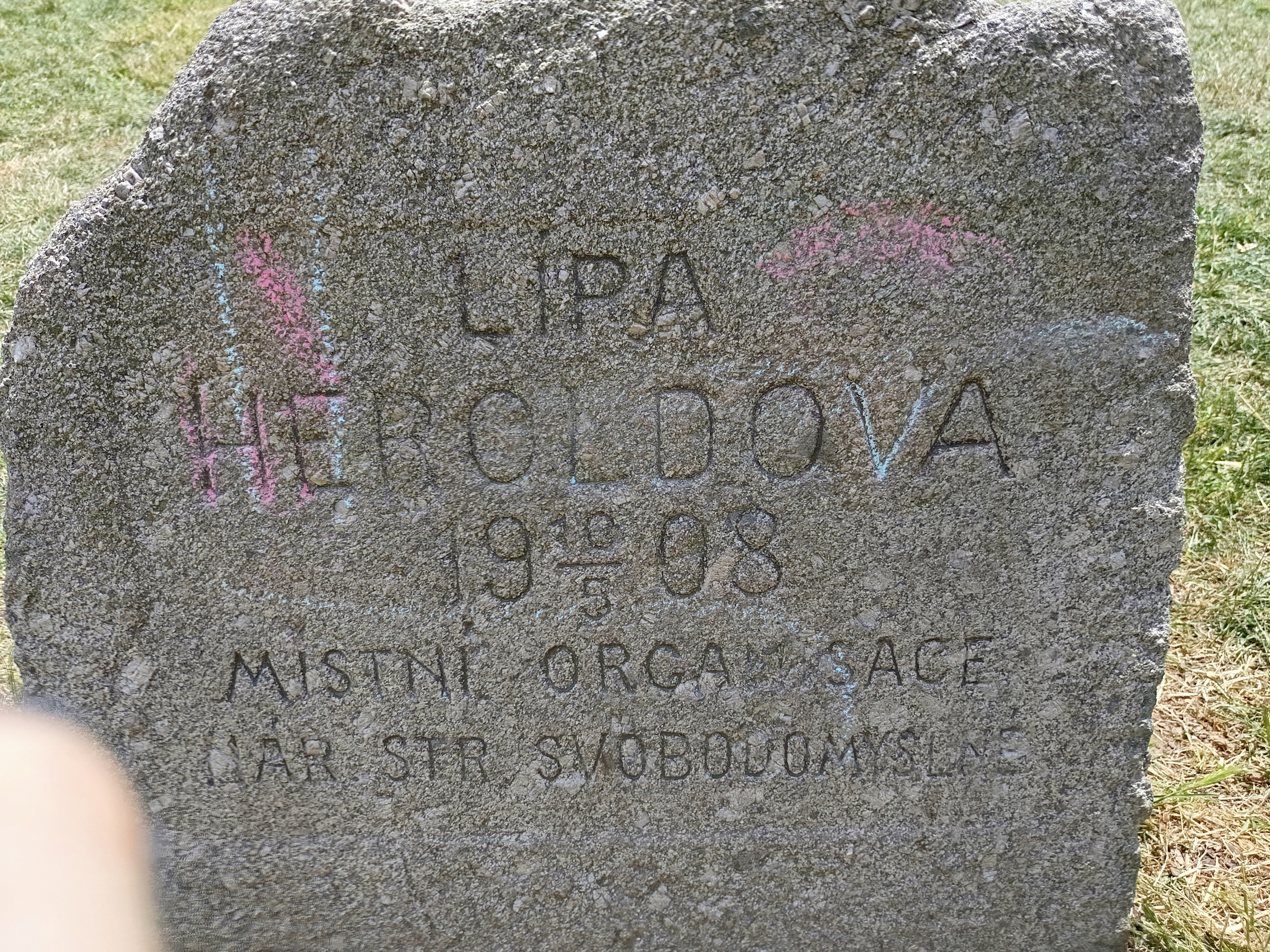